# جورج بيرس (سياسي أمريكي)
جورج بيرس (بالإنجليزية: George Pierce)‏ هو شخصية أعمال وسياسي أمريكي، ولد في 19 أغسطس 1941 في سان أنطونيو في الولايات المتحدة. حزبياً، نشط في الحزب الجمهوري. وقد انتخب عضو مجلس نواب تكساس.